# Calvatone
Calvatone est une commune italienne de la province de Crémone, dans la région Lombardie.

## Géographie
La commune est située à 110 km de Milan et 35 km de Crémone. Sa superficie est de 13,5 km2.

## Histoire
Betriacum ou Bedriacum est le nom d'un antique vicus romain près de la commune de Calvatone (CR). Aujourd'hui le centre romain n'est plus visible, il était posté sur la rive droite du fleuve Oglio près d'un passage fluvial. Une partie des objets récupérés sur le centre antique sont visibles au Musée Platina dans la commune de Piadena.

### Batailles de Bedriacum
À Betriacum se déroulèrent en 69 deux batailles :
- la première bataille, le 14 avril 69, entre les troupes de Othon et celles de Vitellius (vainqueur de la bataille).
- la seconde bataille, le 24 octobre 69, entre les troupes de Vitellius et celle de Vespasien (vainqueur).

## Administration
| Période                                  | Période | Identité | Étiquette | Qualité |
| ---------------------------------------- | ------- | -------- | --------- | ------- |
|                                          |         |          |           |         |
| Les données manquantes sont à compléter. |         |          |           |         |

### Communes limitrophes
Acquanegra sul Chiese, Bozzolo, Canneto sull'Oglio, Piadena, Tornata